# Eugenia memecyloides
Eugenia memecyloides är en myrtenväxtart som beskrevs av George Bentham. Eugenia memecyloides ingår i släktet Eugenia och familjen myrtenväxter. Inga underarter finns listade i Catalogue of Life.